# Cykadojad białopierśny
Cykadojad białopierśny (Harpagus diodon) – gatunek średniej wielkości ptaka drapieżnego z rodziny jastrzębiowatych (Accipitridae), zamieszkujący Amerykę Południową. Nie wyróżnia się podgatunków.
MorfologiaDługość ciała 29–35 cm; rozpiętość skrzydeł 60–70 cm. Samice są podobne do samców, ale nieco większe.
WystępowanieW sezonie lęgowym występuje na terenie północnej Argentyny, Boliwii, Paragwaju oraz lasu atlantyckiego w południowej i wschodniej Brazylii. Poza sezonem lęgowym przebywa na terenie Amazonii oraz lokalnie w krajach regionu Gujana i Wenezueli. Sporadycznie odnotowywany w Ekwadorze. Wcześniej niektórzy autorzy uznawali go za gatunek osiadły.
PożywienieŻywi się głównie dużymi owadami, a zwłaszcza cykadami, ale także małymi kręgowcami, w tym jaszczurkami, żabami czy myszami.
StatusMiędzynarodowa Unia Ochrony Przyrody (IUCN) uznaje cykadojada białopierśnego za gatunek najmniejszej troski (LC – Least Concern) nieprzerwanie od 1988 roku. Trend liczebności populacji uznaje się za spadkowy ze względu na postępujące niszczenie siedlisk.